# Bedřich Andres
Bedřich Andres (23. května 1898, Praha – 23. srpna 1960, Praha) byl profesor občanského práva na Právnické fakultě Univerzity Karlovy.

## Biografie
V roce 1916 maturoval na malostranském gymnáziu a na české Právnické fakultě promoval 16. července 1921. Po krátkém působení jako asistent na Vysoké škole obchodní v Praze se připravoval na soudcovskou profesi a absolvoval studijní pobyt na univerzitě v Nancy díky stipendiu francouzské vlády.
V březnu 1926 byl habilitován na pražské Právnické fakultě pro občanské právo na základě práce Constitutum possessorium jako nabývací způsob práva vlastnického a zástavního. Působil na Ministerstvu spravedlnosti a jako sekretář komise pro superrevizi občanského zákoníku. Byl jmenován mimořádným profesorem 28. února 1933 a řádným profesorem 4. prosince 1945 (se zpětnou účinností k 1. květnu 1942).
V letech 1948 – 1950 se podílel na rekodifikaci občanského a rodinného práva. Vědecky se věnoval občanskému, rodinnému, obchodnímu a směnečnému právu, autorskému právu, mezinárodnímu právu soukromému a námořnímu právu. Byl členem komisí pro státní zkoušky judiciální a historicko-právní. Podílel se na vydáních Krčmářovy učebnice "Právo občanské" a dalších odborných publikací. Byl dlouholetým členem redakcí Sborníku věd právních a státních a časopisu Právník. Spolupracoval na Slovníku obchodně-technickém, účetním a daňovém a Slovníku veřejného práva československého.
Dne 28. října 1933 se oženil s JUDr. Marií Stehlíkovou, manželství bylo v roce 1937 rozvedeno. V roce 1948 se stal kandidátem a v roce 1950 členem KSČ. Zemřel 23. srpna 1960 v Praze.

## Nejvýznamnější práce
- Seznam děl v Souborném katalogu ČR, jejichž autorem nebo tématem je Bedřich Andres
- Constitutionem possessorium jako nabývací způsob práva vlastnického a zástavního (1925)
- Kupecké právo retenční a jeho poměr k obchodnímu právu kupcovu (1936)
- Kniha o Hermannu Otavském (1936)